# Maloy Lozanes

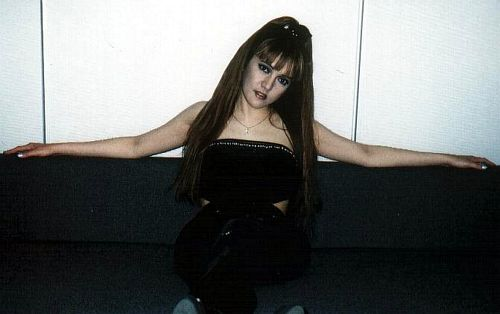
Maloy Lozanes

Maria Lucia Moreno Lozañes (geb. 13. Dezember 1976 in Manila), besser bekannt unter ihrem Künstlernamen MaLoY, ist eine spanische philippinische Sängerin, Performerin, Entertainerin, Recording Artist und Komponistin. Von 1998 bis 2001 war sie die zweite Sängerin des deutschen Eurodance-Acts Captain Jack. Nach einer Pause von der Plattenmusikszene kehrte sie 2006 mit dem britischen DJ-Act Shaun Baker zurück.

## Lebenslauf
MaLoY wurde am 13. Dezember 1976 als Maria Lucia Moreno Lozañes in Manila, der Hauptstadt der Philippinen, geboren. Sie wuchs in einer musikalischen Familie auf. Ihr Vater, Efren Lozañes ist ein Multiinstrumentalist und Vokalist, der viel gereist ist. Einer ihrer Brüder, Antonio Lozañes, ist ein Keyboarder.
Maloy nahm schon in frühen Jahren zusammen mit ihrem Bruder an Gesangswettbewerben teil. Dennoch hatte sie nie von einer Gesangskarriere geträumt. Aufgrund ihres Asthmas verbrachte sie viel Zeit in Krankenhäusern. Erst kurz vor Abschluss der High School dachte sie daran, eine Gesangskarriere anzustreben.
Nach ihrem Abschluss wurde sie Mitglied der Showband XPO und tourte durch die Philippinen, Singapur, Malaysia und Indonesien. 1993 beschloss ihr Vater sie und ihren Bruder zu sich nach Deutschland zu holen. Dort machte sie einige Backing Vocals auf dem Projekt Le Click´s Album und trug zu Toyboy Love To The Limit bei.
1999 wurde MaLoY die neue Sängerin von Captain Jack. Sie sang auf den Singles Dream A Dream, Get Up und Only You sowie auf dem Album The Captain´s Revenge. Im Jahr 2000 verließ sie die Gruppe.
Maloy trat auf der Wohltätigkeits-CD Artist Together for Kosovo auf. Sie wohnt heute in Büttelborn, Deutschland.
Im Jahr 2006 fing sie an für Shaun Baker zu singen.

## Diskographie
- 1997 - Toy-Box
  - "Love To The Limit" (Single)
- 1999 - Captain Jack
  - "Dream A Dream" (Single)
  - "Get up" (Single) - featuring the Gipsy Kings
  - "The Captain´s Revenge" (Album)

- 2000 - Captain Jack
  - "Only You" (Single)
- 2007 - Shaun Baker
  - "V.I.P." (Single)
  - "POWER" (Single)
- 2008 - Shaun Baker
  - "Hey, Hi, Hello" (Single)
  - "Could You, Would You, Should You" (Single)
- 2009 - Shaun Baker
  - "Give" (Single)
- 2010 - Shoot! Music feat. MaLoY
  - "Step 2 the Music" (Single)
- Diverse
  - Dance Dance Revolution - KONAMI Video Games
  - Tonight Is The Night - Le Click Album - dubbing vocals only

## Veröffentlichungen
Singles (1997–2000)
- 1997: "Love To The Limit" (Toy-box) - nur in Deutschland veröffentlicht
- 3. Mai 1999: "Dream A Dream" (Captain Jack) - erreichte die Top 97 der deutschen Billboard Charts
- 23. Juli 1999: "Get Up" (Captain Jack mit den "Gipsy Kings") - erreichte die Top 23 der deutschen Billboard Charts
- 11. November 1999: "Nur Sie" (Captain Jack)

Singles (2007–2010)
- 1. März 2007: "V.I.P." (Shaun Baker) - erreichte die Top 2 der offiziellen deutschen Download-Dance-Charts und ging auf Platz 1 in Polen und der Tschechischen Republik
- 1. Oktober 2007: "POWER" (Shaun Baker) - erreichte Platz 1 der deutschen iTunes Dance Charts, der österreichischen iTunes Dance Charts und der Deutschen DJ Charts
- 9. August 2008: "Hey, Hi, Hello" (Shaun Baker) - Siegerlied des Spot Hit Festival 2008 in Polen
- 29. Mai 2009: "Give" (Shaun Baker) - veröffentlicht in Deutschland
- 17. März 2010: "Step 2 the Music" (Shoot! Music feat. MaLoY) - veröffentlicht in Deutschland

Alben (1999–2005)
- 1999: "Die Rache des Kapitäns" (Captain Jack)
- 1999: "The Race" (Captain Jack) - nur in Japan veröffentlicht
- 2005: "Greatest Hits" (Captain Jack)
- 2005: "Captain´s Best" (Captain Jack) -veröffentlicht in Japan
- 2005: "EINS" (Shaun Baker)

Zusammenstellungsalben
- Tanz Tanz Revolution - KONAMI Videospiel

Charity CD
- Together - Artists Together for Kosovo - Wohltätigkeitslied mit anderen deutschen Künstlern für die Kinder des Kosovo

Dubbing Vocals
- Heute Nacht ist die Nacht - Le Click Album

## Fernsehauftritte
1999
- "Summer Special in Mallorca, SPAIN" mit Ricky Martin, Backstreet Boys, Lou Bega, Geri Halliwell, Sophia Loren, Tyra Banks und viele mehr
- Wetten, dass..?
- VIVA Interaktiv
- ZDF Chart Attack
- ARD Immer Wieder Sonntags
- ZDF Fernsehgarten
- NBC GIGA
- WDR Die Sendung mit der Maus